# 트란실바니아 공국
트란실바니아 공국(독일어: Fürstentum Siebenbürgen; Erdélyi Fejedelemség; 라틴어: Principatus Transsilvaniae; 루마니아어: Principatul Transilvaniei or Principatul Ardealului)은 반독립국으로 헝가리인 대공이 주로 통치했던 국가였다. 트란실바니아의 영토는 헝가리 동부 지역을 포함했고 파티움이라 불리었다. 후국은 1570년 슈파이어 조약의 체결과 깊은 연관이 있다. 그러나 스테판 바토리가 폴란드의 왕이라는 지위를 갖고 있었기 때문에 트란실바니아가 공국이라는 명칭 하에 건국될 수 있었다. 16세기부터 17세기까지 오스만 제국의 지배를 받기 시작한 이후 트란실바니아 공국은 합스부르크 헝가리와 오스만 제국 양쪽의 복속국이 되었다.
공국은 헝가리 왕국의 영토로 남아 있었으며 헝가리의 자주적인 지위라는 것을 상징했다. 트란실바니아는 합스부르크 가문이 다스리는 왕령 헝가리의 잠식에 맞서 헝가리의 이익을 대표하기도 했다. 전통적인 헝가리 법이 공국 내에서 유지되고 있었고, 공국 내에서 개신교가 수적으로 우세했다.